# 后道工序
（BEOL）是IC制造的第二部分，其中各个器件（晶体管、电容器、电阻器等）与晶圆上的布线（金属化层）互连。常见的金属有铜和铝。 BEOL通常在晶圆上沉积第一层金属时开始。BEOL包括触点、绝缘层（电介质）、金属层以及用于芯片与封装连接的接合位点。

BEOL （金属化层）和FEOL （器件）。

CMOS制造工艺

在最后一个FEOL步骤之后，就会出现一个带有隔离晶体管（没有任何电线）的晶圆。在制造阶段的BEOL部分中，形成接触（焊盘）、互连线、通孔和介电结构。对于现代IC工艺，可以在BEOL中添加 10 多个金属层。
BEOL 步骤：
1. 源极和漏极区域以及多晶硅区域的硅化。
2. 添加电介质（第一层，下层是预金属电介质（PMD） – 将金属与硅和多晶硅隔离，对其进行CMP处理
3. 在 PMD 上打孔，并在其中建立接触点。
4. 添加金属层1
5. 添加第二个电介质，称为金属间电介质（IMD）
6. 通过电介质制作通孔以将较低金属与较高金属连接。通过金属CVD工艺填充通孔。
重复步骤 4-6 以获取所有金属层。
7. 添加最终钝化层以保护微芯片

1998 年之前，几乎所有芯片都使用铝作为金属互连层。 

BEOL 之后有一个“後段製程”，该工艺不是在洁净室中完成的，通常由不同的公司完成。它包括晶圆测试、晶圆背面研磨、芯片分离、芯片测试、 IC封装和最终测试。

## 相关
- 前道工序
- 集成电路
- 磷硅酸盐玻璃

## 进一步阅读
- . Prentice Hall. 2000: 681–786. ISBN 0-13-085037-3.
- . Wiley-IEEE. 2010: 199–208 [177–79]. ISBN 978-0-470-88132-3.